# Juncus novae-zelandiae
Juncus novae-zelandiae är en tågväxtart som beskrevs av Joseph Dalton Hooker. Juncus novae-zelandiae ingår i släktet tåg, och familjen tågväxter. Inga underarter finns listade i Catalogue of Life.